# Allée des Acacias
Pour les articles homonymes, voir Rue des Acacias.
L'allée des Acacias (en occitan : alèia dels Cacièrs) est une voie de Toulouse, chef-lieu de la région Occitanie, dans le Midi de la France.

## Situation et accès

### Description
L'allée des Acacias est une voie publique. Elle se trouve dans le quartier de Marengo-Jolimont, dans le secteur 4- Est.
Elle naît perpendiculairement à l'avenue de la Colonne. Orientée au nord-ouest, rectiligne et longue de 138 mètres, large de 9 mètres, elle se termine au carrefour de l'avenue Camille-Flammarion, qu'elle reçoit à droite, puis qui la prolonge au nord-ouest.
La chaussée compte une seule voie de circulation automobile à double-sens. Elle est définie comme une zone 30 et la vitesse y est limitée à 30 km/h. Il n'existe pas d'aménagement cyclable.

### Voies rencontrées
L'allée des Acacias rencontre les voies suivantes, dans l'ordre des numéros croissants :
1. Avenue de la Colonne
2. Avenue Camille-Flammarion